# Jennifer Yuh Nelson
Jennifer Yuh Nelson (Corea del Sud, 7 maggio 1972) è una regista statunitense.
È nota per aver diretto Kung Fu Panda 2 e per essere una delle prime donne ad aver diretto un film d'animazione di una delle principali compagnie di produzione.

## Biografia
Jennifer Yuh emigrò dalla Corea del Sud agli Stati Uniti, con i suoi genitori e le sue due sorelle, quando aveva quattro anni. È cresciuta a Lakewood in California, dove ha condotto gli studi e quindi ha avviato la sua carriera, sempre nell'ambito dell'animazione. Ha lavorato alla HBO quindi alla DreamWorks dove nel 2011 ha ottenuto la grande opportunità della prima regia cinematografica con il seguito del grande successo Kung Fu Panda: Kung Fu Panda 2.

## Filmografia
- Spawn - serie televisiva (1997)
- Kung Fu Panda 2 (2011)
- Kung Fu Panda 3 (2016)
- Darkest Minds (The Darkest Minds) (2018)